# کاپرایا
کاپرایا (به ایتالیایی: Capraia) یک کومونه در ایتالیا است که در استان لیورنو واقع شده‌است.

## خصوصیات
کاپرایا ۱۹٫۰ کیلومترمربع مساحت و ۴۱۰ نفر جمعیت دارد و ۵۲ متر بالاتر از سطح دریا واقع شده‌است.